# Goulagon
Goulagon est une commune rurale située dans le département de Gomboussougou de la province du Zoundwéogo dans la région Centre-Sud au Burkina Faso.

## Géographie
Goulagon est localisé à 4 km au sud-est du centre de Gon Boussougou et est traversé par la route nationale 29.

## Santé et éducation
Le centre de soins le plus proche de Goulagon est le centre de santé et de promotion sociale (CSPS) de Gon Boussougou tandis que le centre médical (CMA) le plus proche se trouve à Manga.